# Венлок, Джон, барон Венлок
Сэр Джон Венлок (другая транскрипция фамилии — Уэнлок) (англ. Sir John Wenlock; погиб 4 мая 1471 года, при Тьюксбери, Глостершир, Королевство Англия) — английский рыцарь, 1-й и единственный барон Венлок (Уэнлок) с 1461 года, кавалер ордена Подвязки. Служил на дипломатическом поприще, участвовал в Столетней войне, позже в Войнах Алой и Белой розы, причём несколько раз переходил из одного лагеря в другой. Сражался на стороне Ланкастеров в первой битве при Сент-Олбансе, на стороне Йорков в битве при Таутоне. После десяти лет службы Эдуарду IV Йоркскому вернулся к Ланкастерам вслед за графом Уориком. Погиб в битве при Тьюксбери; по одной из версий, Венлока убил союзник, герцог Сомерсет, заподозривший его в предательстве.

## Биография
Джон Венлок принадлежал к рыцарскому роду из Бедфордшира. Он был вторым сыном Уильяма Винелла де Венлока, которого обычно именовали просто Уильям Венлок, и его жены Маргарет Бретон; после смерти старшего брата в 1429 году Джон стал наследником семейных владений. Дата рождения будущего барона неизвестна. Джон участвовал в походах короля Генриха V на континенте, за свои заслуги получил земли в Нормандии, в районе Жизора (16 августа 1421) и должность констебля Вернона (апрель 1422). Он много раз избирался в палату общин как рыцарь от Бедфордшира (1433, 1436, 1447, 1449, 1455). В качестве приближённого королевы Маргариты Анжуйской Венлок заложил первый камень Королевского колледжа в Кембридже 15 апреля 1448 года; примерно в 1450 году он стал камергером королевы.
В 1442 году Венлок сопровождал Ричарда, герцога Йоркского, во Францию на переговоры о мире. Эта поездка стала началом его дипломатической карьеры, в ходе которой Джон работал в составе как минимум 18 посольств и завязал тесные отношения с герцогом Йоркским и Ричардом Невиллом, 16-м графом Уориком. В 1444 году он был назначен верховным шерифом Бакингемшира, в 1447/48 — констеблем замка Бамборо, 21 ноября 1448 года получил родовое поместье Венлок в Шропшире, прежде отчуждённое. В 1449 году Венлок упоминается как душеприказчик Джона Корнуолла, барона Фэнхоупа, причём к тому моменту он уже был посвящён в рыцари.
В войнах Алой и Белой розы сэр Джон сначала примкнул к Ланкастерам. На их стороне он сражался в первой битве при Сент-Олбансе в 1455 году, где был ранен. По-видимому, вскоре после этого Венлок стал йоркистом, так как в парламенте 1455 года, созванном герцогом Йоркским, он занимал пост спикера. В 1458 году сэр Джон вёл на континенте переговоры о браке дочери графа Шароле (будущего Карла Смелого) с одним из сыновей Ричарда Йоркского. В Англию он вернулся, по-видимому, вместе с Уориком в 1459 году. Годом позже Венлок участвовал в походе на Сэндвич, где был взят в плен Осберт Мандефорд, а потом осаждал Лондонский Тауэр, из-за чего пропустил битву при Нортгемптоне. Сэр Джон был рядом с Эдуардом Йоркским (позже королём Эдуардом IV), когда тот вошёл в Лондон в феврале 1461 года. Вскоре после этого сэр Джон стал кавалером ордена Подвязки. Он сражался при Феррибридже 28 марта 1461 года и при Таутоне на следующий день. В том же году сэр Джон получил титул барона Венлока, должность главного дворецкого Англии, земельные пожалования. В декабре 1462 года он снова был на севере и вместе с бароном Гастингсом осаждал замок Данстенборо.
Во время затишья в Войнах Алой и Белой розы Венлок дважды участвовал в переговорах с Францией и Бургундией — в 1463 и 1469 годах. Предположительно он стал заместителем Уорика в Кале в качестве лейтенанта замка. В 1470 году, когда Уорик перешёл на сторону Ланкастеров и появился рядом с крепостью, Венлок не впустил его; по данным Филиппа де Коммина, весь гарнизон был на стороне Йорков, и барон решил ничего не предпринимать, хотя с Уориком его связывала старая дружба. Эдуард IV наградил сэра Джона за верность должностью губернатора Кале, а союзник короля герцог Бургундский — пенсией в тысячу экю. Однако вскоре барон перешёл на сторону Ланкастеров. В апреле 1471 года он высадился в Уэймуте вместе с Маргаритой Анжуйской, а 4 мая того же года принял участие в битве при Тьюксбери, где командовал центром армии. Там сэр Джон и погиб. По одним данным, он пал в схватке с врагом, по другим, от руки Эдмунда Бофорта, герцога Сомерсета, командовавшего правым крылом ланкастерского войска: Венлок не поддержал атаку герцога на вражеский левый фланг, тот заподозрил его в предательстве и зарубил топором. Тело барона, по-видимому, похоронили в аббатстве Тьюксбери.

## Семья
Сэр Джон был дважды женат. Его первой женой стала Элизабет Дрейтон, дочь и одна из наследниц сэра Джона Дрейтона из Кемпстона в Бедфордшире, умершая примерно в начале 1461 года; в том же году Венлок построил в память о ней часовню в Лутонской церкви. Около 1467 года барон женился во второй раз — на Агнес Дэнверс, дочери сэра Джона Дэнверса из Котхорпа в Оксфордшире, вдове сэра Джона Сэя и сэра Джона Фрея, пережившей и его. Оба брака остались бездетными, так что титул барона Венлока после смерти сэра Джона не использовался.